# Drysice
Drysice település Csehországban, Vyškovi járásban. Drysice Želeč, Ondratice, Březina, Pustiměř és Ivanovice na Hané településekkel határos. Lakosainak száma 614 fő (2024. január 1.).

## Népesség
A település lakosságának változását az alábbi diagram mutatja:
| Lakosok száma | 577  | 646  | 788  | 544  | 530  | 528  | 570  | 586  | 626  | 614  |
|               | 1869 | 1890 | 1921 | 1950 | 1980 | 2001 | 2017 | 2019 | 2022 | 2024 |